# Simira macrocrater
Simira macrocrater là một loài thực vật có hoa trong họ Thiến thảo. Loài này được (K.Schum.) Steyerm. miêu tả khoa học đầu tiên năm 1972.